# 2025年度美國國防授權法
2025年度國防授權法（英語：National Defense Authorization Act for Fiscal Year 2025）是美國聯邦法律，規定了美國國防部2025財年的預算、支出和政策。歷年來，每年都通過類似的法案。

## 歷史
2024年12月美國聯邦眾議院及參議院分別於美東時間本月11日及18日通過「2025會計年度國防授權法案」（NDAA 2025）。

## 內容
- 納入「台灣安全合作倡議」（Taiwan Security Cooperation Initiative）與台美軍事創傷醫護計畫等創新內容，另包括鼓勵美國與歐洲國家共同強化與台灣關係、支持台灣強化防衛能力、提升台美國防工業合作等友我條文。[1]
- 美國重新授權將「香港人權與民主法案」制裁條款納入2025年度的國防授權法案[2]